# Coeriana
Coeriana is een geslacht van vlinders van de familie spinneruilen (Erebidae), uit de onderfamilie Calpinae.

## Soorten
- C. amabilis Möschler, 1880
- C. amphibola Dognin, 1914
- C. braziliensis Schaus, 1904
- C. clandestina Walker, 1858
- C. crenulata Hampson, 1926
- C. dianephele Hampson, 1926
- C. dubia Warren, 1891
- C. endophaea Hampson, 1926
- C. funebris Schaus, 1914
- C. funerea Warren, 1889
- C. grandimacula Schaus, 1914
- C. hadenoides Schaus, 1914
- C. lignea Schaus, 1914
- C. lignealis Schaus, 1904
- C. malonia Schaus, 1914
- C. nyctosia Hampson, 1926
- C. oreas Schaus, 1914
- C. phaeobasia Hampson, 1926
- C. pretiosa Schaus, 1913
- C. rivalis Schaus, 1904
- C. ursipes Hübner, 1823
- C. zopissa Möschler, 1880